# Har Dvora

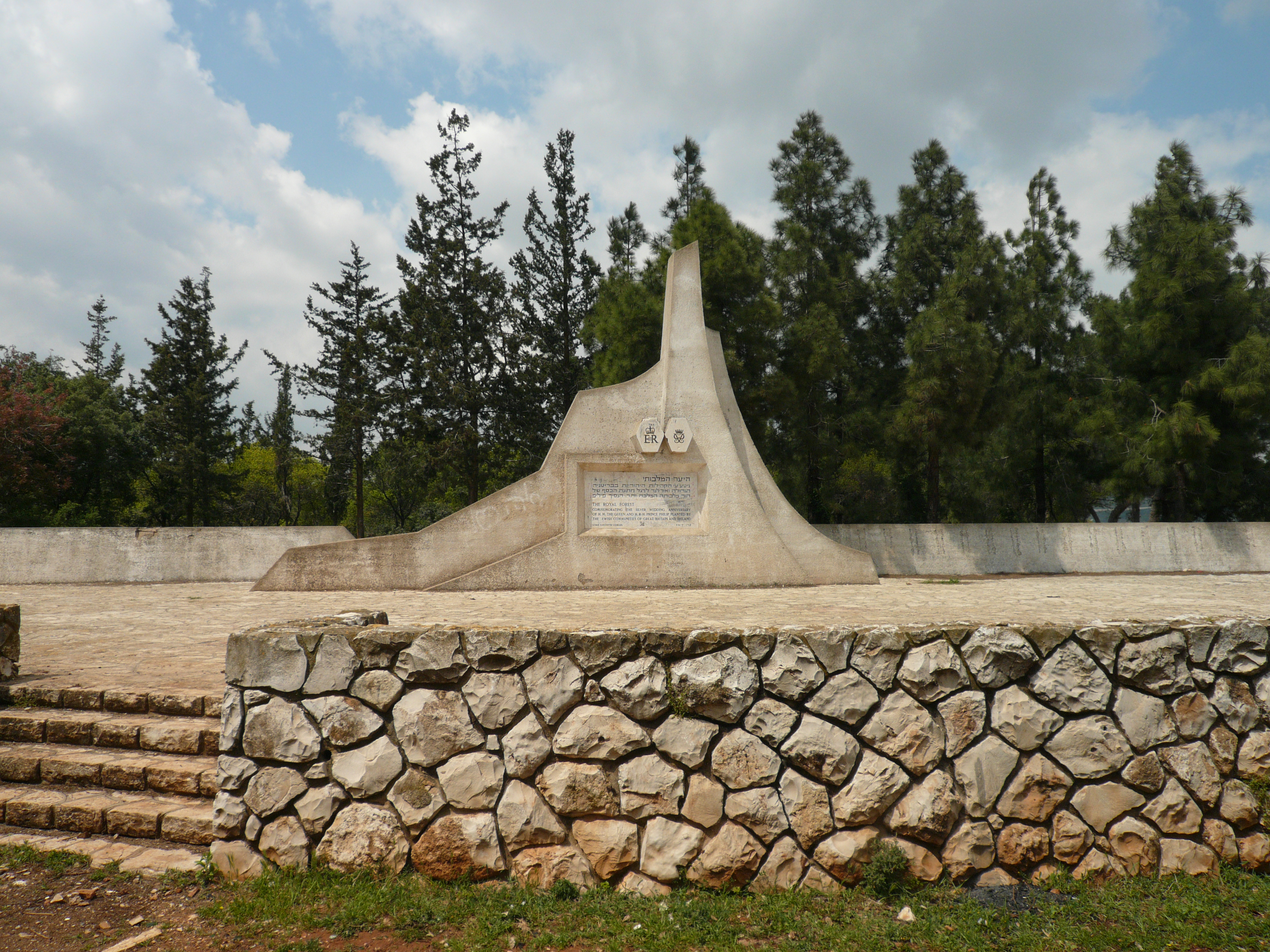
Denkmal auf dem Gipfel

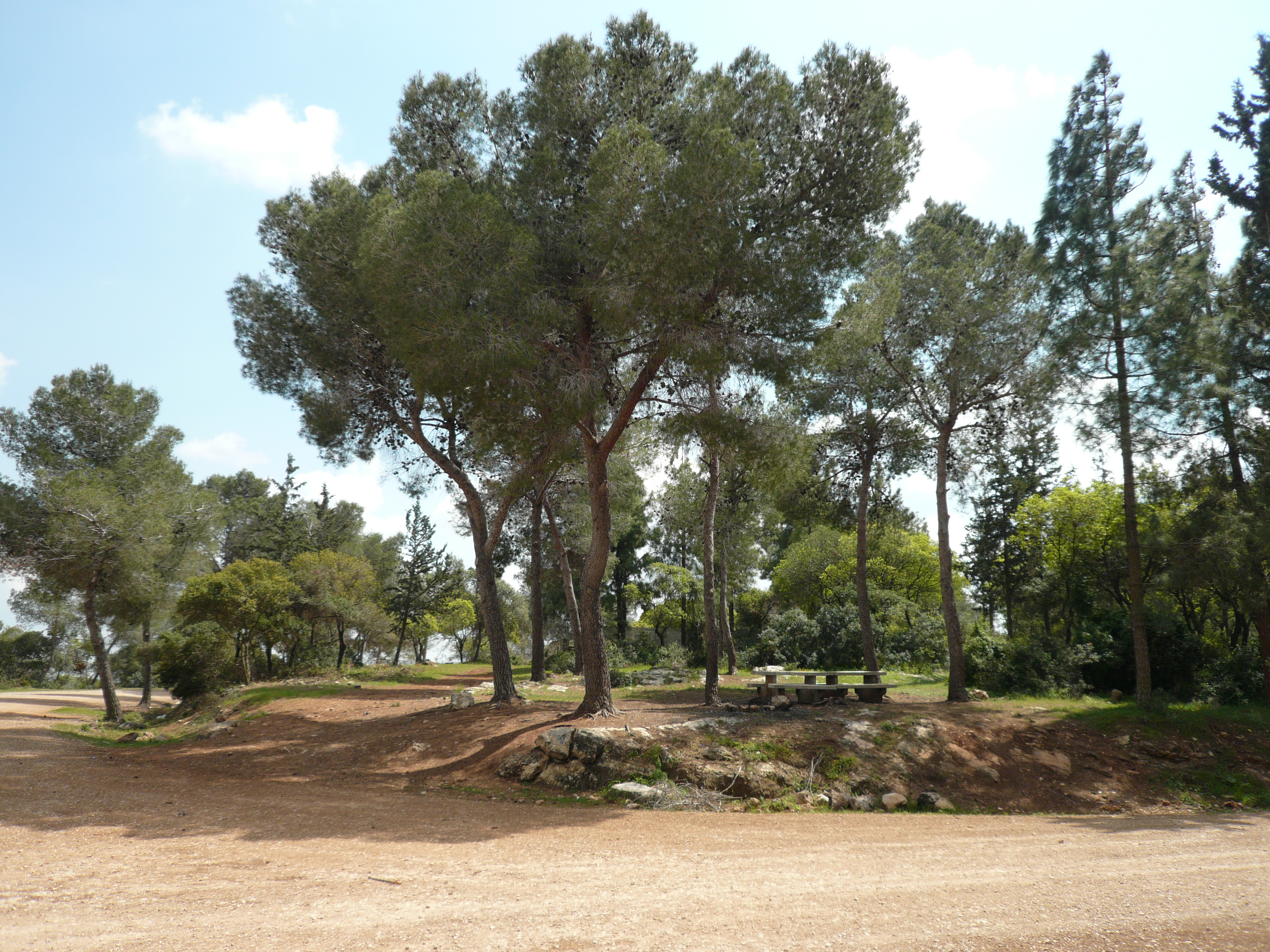
Rastplatz auf dem Gipfel

Der Har Dvora (hebräisch הר דבורה, übersetzt Deborahberg) ist ein Berg in Galiläa in Israel. Er ist dem Berg Tabor benachbart. Der Har Dvora ist komplett bewaldet, großenteils mit Kiefern, und wurde im Jahr 1926 in der Zeit des britischen Mandats zum Naturschutzgebiet erklärt. Der Israel National Trail führt über diesen Berg. Auf dem Gipfel befindet sich ein Rastplatz sowie ein Denkmal, das an die Silberhochzeit der britischen Königin Elisabeth II. erinnert.